# Moviola

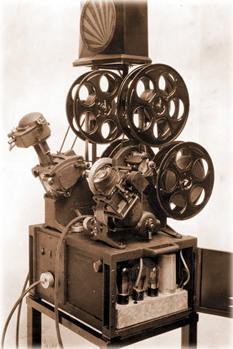
Eine Moviola

Die Moviola ist ein Filmbetrachter. Der aus den Niederlanden in die Vereinigten Staaten ausgewanderte Elektrotechniker Iwan Serrurier dachte sich um 1917 ein Gerät aus, das im Heim als hübsches Holzmöbel stünde und wie die Victrola für Schallplatten dem Filmgenuss in Projektion dienen würde. Wegen des hohen Preises, 600 Dollar zu der Zeit, verkaufte es sich kaum.
1924 fand der Apparat ohne Gehäuse, auf einen gewöhnlichen Tisch gesetzt, bei Filmschneidespezialisten in Hollywood Interesse. Der Preis betrug nun 125 Dollar.
Nach dem Zweiten Weltkrieg legte Mark Serrurier, Iwans Sohn, den Apparat neu auf mit frischen Gussformen und ökonomischer Herstellung im Ganzen. Während die Vorkriegsmodelle schwarz lackiert waren, erhielten sie ab 1949 eine grüne Farbe. Die Moviola wurde zum unentbehrlichen Arbeitsgerät in Filmschneideräumen rund um die Erde. Sie ist kompakt, auf einem Rollenuntergestell im Raum leicht zu bewegen, vom Grundgerät ausbaubar und solide konstruiert. Das Laufbild entsteht mit einer Schaltrolle in Verbindung mit Malteserkreuzgetriebe, der Ton wird mit zuschwenkbaren Tonköpfen ab Magnetfilm wiedergegeben. Zwischen Bild- und Tonteil stellt man eine starre mechanische Verbindung durch Einrücken einer Welle her. Ausgerückt lässt der Tonteil sich von Hand frei vor- und rückwärts bewegen.
1966 wurde die Firma an Magnasync, Los Angeles, verkauft.
Die Moviola ist auf Grund des vertikalen Filmlaufs von Spule zu Spule handlicher als der Schneidetisch. In einer Szene aus Die amerikanische Nacht von François Truffaut kommt gut zum Ausdruck, wie mit der Moviola gearbeitet werden kann.